# Theo van Boven
Theo van Boven, celým jménem Theodoor Cornelis van Boven (* 16. května 1934, Voorburg) je nizozemský expert na mezinárodní právo. Vystudoval Univerzitu v Leidenu a pracoval na nizozemském ministerstvu zahraničí. Přednášel na Univerzitě v Maastrichtu. Od roku 1977 do roku 1982 vedl oddělení Organizace spojených národů pro lidská práva a v letech 2001 až 2004 byl zvláštním zpravodajem OSN o mučení. Působil také v Mezinárodním trestním tribunálu pro bývalou Jugoslávii. Je členem Mezinárodní komise právníků. V roce 1985 obdržel Cenu za správný život a v roce 1999 Oranžsko-nasavský řád. Vystupuje v dokumentárním filmu Milese Rostona The Subversives.